# Smart Game Format
Smart Game Format (SGF) — формат файла для сохранения записей настольных игр, включая:
- Го
- Рэндзю
- Lines of Action
- Нарды
- Гекс
- Game of the Amazons
- Octi
- Gess

SGF — текстовый файл, не содержащий двоичных данных, поэтому он может быть легко послан в электронном письме, размещён на форуме или новостной конференции. Древовидная структура позволяет легко переключаться между вариантами развития игры.

## Ограничения
- Метаданные: SGF может содержать лишь определённое, ограниченное количество метаданных.